# 닛포 본선
닛포 본선(日豊本線、にっぽうほんせん 닛포혼센본선[*])은 일본 후쿠오카현 기타큐슈시 고쿠라기타구에 있는 고쿠라역으로부터, 오이타역, 노베오카역, 미야자키역을 경유해서, 일본 가고시마현 가고시마시의 가고시마 중앙역까지 연결하는 규슈 여객철도의 간선 철도 노선이다. 이 외, 일본화물철도의 오바세니시코다이마에역 - 간다코역 간의 화물 지선을 갖춘다.

## 개요
일본 후쿠오카현 기타큐슈 시에서부터 나카쓰시, 오이타현 오이타시, 미야자키현 노베오카시, 미야자키시 등의 큐슈 동부권 주요 도시를 경유하여 큐슈 동부를 횡단하여 가고시마 현 가고시마 시까지 연결하는 노선이며, 후쿠오카를 포함한 기타큐슈 도시권과 노선을 횡단하는 특급 열차 들이 많이 운행되고 있다. 닛포 본선의 대부분은 일본 국도 10호선과 마주하고 있어 차창 밖으로 도로를 내다볼 수 있다.
닛포 본선의 기점은 고쿠라 역이지만, 1987년에 니시고쿠라 역 내의 가고시마 본선 플랫폼이 마련되어 있기 때문에, 고쿠라 - 니시고쿠라 사이가 이 노선과는 중복 구간이 되고 있다.
고쿠라 역 - 유쿠하시역간의 여객 영업 규칙이 정하는 후쿠오카 근교 구간에 포함되어 있다. 또한 고쿠라 역 - 나카쓰 역 사이에는 JR 규슈의 IC 교통 카드
SUGOCA의 이용 지역에 포함되어 있다. 2012년부터 고자키역 SUGOCA의 이용범위에 포함되었으며, 2015년부터는 닛포 본선 오이타현의 사이키역, 미야자키현의 사도와라역 ~ 다노역구간이 교통카드 범위로 추가 연장되었다.

## 노선 정보
- 관할 · 노선 거리 (영업 거리)：총 연장 467.2 km(지선 포함).
  - 규슈 여객철도(제1종 철도 사업자)：
    - 고쿠라역 - 가고시마역 : 462.6 km.

  - 일본화물철도 :
    - 제1종 철도 사업자 구간 :
      - 오바세니시공대 앞 역 - 간다 항 역 구간 : 4.6 km

    - 제2종 철도 사업자 구간 :
      - 고쿠라역 - 사도와라역 구간 : 326.7 km
- 궤간 : 1067mm
- 역수 : 113
  - 여객 역 : 112 (기 · 종점 포함)
    - 닛포 본선 소속의 여객역으로 한정했을 경우, 고쿠라 역과 가고시마 역(어느쪽이나 가고시마 본선 소속)이 제외되어 110 개 역이 된다. 덧붙여 고쿠라 역에 있어서의 가고시마 본선과의 분기역인 니시고쿠라 역은 닛포 본선 소속이다.

  - 화물 역 : 1 (간다 항 역)
- 복선구간 : 고쿠라 역 - 다테이시역 구간, 나카야마가역 - 기쓰키역 구간, 히지역 - 오이타역 구간.
- 전선화구간 : 오바세니시공대 앞 역 - 간다 항 역 제외 (교류 20,000v. 60 Hz)
- 폐색방식 : 복선자동폐색식(복선화 구간), 단선자동폐색식(오바세니시공대 앞 - 간다 항을 제외한 단선구간). 연사구간 (오바세니시공대 앞 - 간다 항 역)구간.
- 최고속도 :
  - 고쿠라역 - 오이타역 구간 : 130 km/h
  - 오이타역 - 사이키역 구간 , 노베오카역 - 미야자키역 구간 : 110 km/h
  - 사이키 역 - 노베오카 역 구간, 미야자키 역 - 고쿠부역 구간 : 85 km/h
  - 고쿠부 역 - 하야토역 구간 : 90 km/h
  - 하야토 역 - 가고시마역 구간 : 100 km/h
- 운전소 : 하카타 종합 지령센터
- 단독운행 실시구간 : 고쿠라 - 가고시마 전 구간. 사이키 - 노베오카 이외의 일부열차는 공동운행.

고쿠라 역 - 나카쓰역(구내 제외)구간이 JR 규슈북부지역본사, 나카쓰 역 - 소타로역 구간이 오이타 지사, 소타로 역 (구내 제외) - 가고시마 역 구간이 가고시마 지사 관할이다.

## 연선 풍경

### 고쿠라 - 나카쓰 구간
고쿠라 - 조노 구간은 기타큐슈시의 도시지역을 지나, 조노 - 유쿠하시 구간은 기타큐슈 시 근교의 주택지이며, 간다 부근에서 대규모 공장지대를 바라본다. 유쿠하시 이남으로 넘어가면 주택지는 더 이상 보기 힘드므로 신덴바루 · 쓰이키 · 시이다 · 우노시마 주변에 시가지를 형성하고 있는 이외는 전원 지대가 퍼지게 된다. 또 부젠쇼에 - 우노시마 구간은 차창에서 스오나다와 부젠 발전소 주변의 공업단지를 둘러싼다. 요시토미 - 나카쓰 구간에서 후쿠오카 · 오이타 경계의 야마쿠니 강을 건너 오이타현 나카쓰시로 들어가, 나카쓰에 도착한다.

### 나카쓰 - 사이키 구간
나카쓰 시가지를 지나면 주택지는 적게 되어, 광대한 전원 풍경이 된다. 이 연선의 나카쓰 평야는 오이타 현 굴지의 곡창지대가 되고 있다. 우사를 지나면 구니사키 반도 시작점의 다테이시 고개에 접어든다. 우사 - 다테이시 구간은 다테이시 고개를 넘는 구간에서, 연선은 산간부이며, 다테이시 고개에서는 다테이시 터널을 지난다. 히지 이남은 국도 10호 도로에 벳푸만으로 둘러싸여, 오이타시로 들어간다. 벳푸 - 오이타 구간은 한편은 바다(벳푸만), 또 한편은 산(다카사키 산)이라고 하는 안을 달린다. 오이타를 나오고, 오이타 강을 건너면 당분간 북측으로 신일본 제철등의 제철소등이 늘어서는 공업지대로 둘러싼다. 고자키까지는 비교적 거리를 달리지만, 고자키 이남은 산 안을 달려, 터널도 많아진다. 우스키 · 쓰쿠미 구간에서는 쓰쿠미시의 산업인 시멘트 공장 등을 엿볼 수도 있다. 부분적으로 해안 가(분고 수도)도 달린다. 히시로와 아자무이와의 사이에 분고 후타미포가 보인다.

### 사이키 - 노베오카 구간
이 구간은 대부분이 산간부를 지나, 시가지는 사이키역 주변과 노베오카역 주변 뿐이다. 도중의 역은 모두 무인역에서, 역사가 남아 있는 역은 적고, 다른 구간에 비해, 보통 열차의 운행 수가 극단적으로 적다. 또, 이 구간은 거의 모두로 국도 10호로 병행하고 있다.

### 노베오카 - 가고시마 구간
노베오카시와 휴가시의 시가지를 지나, 미미쓰 부근에서 미야자키 평야로 들어간다. 다카나베까지는 평탄하고 곡선이 적은 해안 가를 달려 숲의 틈새로부터 휴가나다가 보일듯 말듯 한다. 다노 부근에서 와니쓰카 산지를 넘어 야마노쿠치 부근에서 미야코노조 분지를 횡단한다. 다카라베 부근으로부터 기리시마산의 산 옷자락을 넘어 시라스 대지의 급경사 산 중턱을 누비듯이 나와 고쿠부 평야와 아이라 평야를 횡단한다. 시게토미에서 가고시마만에 사쿠라지마를 둘러싸며 가고시마역에 도착한다.

## 운행형태

### 우등 열차
대개 오이타 역 · 미야자키역 또는 미나미미야자키역을 경계로 운행 계통이 분할되고 있지만, 이전에는 고쿠라 역 - 가고시마 역 구간의 전구간을 지나는 열차도 설정되어 있었다(열차의 운행 구간은 하카타· 모지 항 - 가고시마 중앙 구간). 또 혼슈에 직통하는 특급이나 급행도 다수 운행되고 있었지만, 산요 신칸센의 개통이나 여객기의 발달 때문에, 2009년 3월 14일의 다이어 개정으로 도쿄 - 오이타 구간의 침대 특급 「후지」가 폐지된 것을 마지막으로 전폐되어 규슈섬내 도시간 수송의 충실이 도모해지고 있다. 닛포 본선에 병행하는 히가시큐슈 자동차도는 정비 도상에 있지만, 연선의 주요 도시인 오이타시나 미야자키시와 후쿠오카시는 규슈 자동차도 · 오이타 자동차도 · 미야자키 자동차도에 의해 직결되고 있기 때문에 이러한 고속도로를 주행하는 승용차 · 고속버스와의 경쟁이 격렬하고 특히 후쿠오카 - 미야자키 구간은 고속버스의 대두로 이용객이 큰폭으로 감소하고 있다.
주간에 운행하는 열차로서 하카타 발착의 특급 '소닉'이 해당 노선의 고쿠라 - 사이키 구간, 고쿠라 발착의 특급 '니치린'· 하카타 발착의 특급 '니치린 시가이아'가 고쿠라 - 미나미미야자키 구간에서 운행되고 있다. 일부의 '니치린'과 '니치린 시가이아'는 미야자키 공항까지 직통 운행하고 있다. 규슈섬내의 야간 열차로 '드림 니치린'이 하카타 - 미야자키 · 미야자키 공항 구간에서 운행되고 있었지만, 2011년 3월 12일의 다이어 개정으로 폐지되었다.
벳푸 - 오이타 구간에는 규다이 본선 · 호히 본선 직통의 특급도 달린다(규다이 본선 직통의 특급 열차는 오이타 역의 고가화가 완료할 때까지 벳푸까지의 노선연장을 중지하고 있다). 또한 미야자키와 노베오카 · 가고시마를 연결하는 도시간 연락 특급으로서 특급 '휴가', 특급 '기리시마'가 운행되고 있다. '기리시마'는 2004년 3월의 규슈 신칸센 일부 개업에 수반한 다이어 개정으로 기리시마신궁 · 고쿠부 발착 열차가 증편되어 관광객 수송을 실시하는 것 외에 가고시마 지구의 홈 라이너의 역할도 담당하고 있다. 2011년 3월의 규슈 신칸센 전선 개업에 수반한 다이어 개정에서는 기리시마신궁 · 고쿠부 발착의 '기리시마'를 삭감하는 대신에 미야자키 발착의 '기리시마'가 증발되어 미야자키현 서부에서의 신칸센 액세스 특급으로서의 역할도 담당하게 되었다.
닛포 본선을 달리는 주행 특급 열차는 아래대로. 도중 역 발착 열차는 일부 생략.
- 소닉 : (하카타 - 가고시마 본선 직통) - 고쿠라 - 오이타 - ((일부) 사이키)
- 니치린 : 고쿠라 - 오이타 - 미나미미야자키 - ((일부) 미야자키 공항)
- 니치린 시가이아 : (하카타 - 가고시마 본선 직통) - 고쿠라 - 미나미미야자키 - (미야자키 공항)
- 유후 · 유후인노모리 : 벳푸 - 오이타 - (규다이 본선 방면 직통) ※2008년 8월 24일부터 오이타 역의 고가화 사업으로 인하여 벳푸 - 오이타 구간은 운휴.
- 규슈 횡단특급 : 벳푸 - 오이타 - (호히 본선 방면 직통)
- 휴가 : 노베오카 - 미나미미야자키 - (미야자키 공항)
- 기리시마 : 미야자키 - 가고시마 - (가고시마 중앙)
- 하야토노카제 : (요시마쓰 - 히사쓰 선 직통) - 하야토 - 가고시마 - (가고시마 중앙)

### 지역 운송
대개 나카쓰 · 사이키 · 노베오카 · 미야자키에서 운행 계통이 나뉘고 있다. 2009년 10월 1일부터 전 구간에서 단독 운행이 실시되고 있다.
각 구간의 운행 댓수는 특별한 표시가 없으면 보통 · 쾌속 열차, 차량은 특별한 내용이 없으면 전동차이다.

#### 고쿠라 - 나카쓰 구간
고쿠라 - 우사 구간은 모지 항 · 고쿠라 발착 열차외, 혼슈에 건너 산요 본선 시모노세키까지 직통하는 열차도 있다. 이전에는 신야마구치까지 직통하는 열차도 있었지만, 2005년 10월 1일부터는 시모노세키까지의 운행이 되었다. 모지 - 시모노세키 구간에 교류 · 직류의 데드 섹션이 있기 때문에 시모노세키까지 직통하는 열차는 모두 교류 · 직류 양용의 415계로 운행된다. 하루 중에는 나카쓰 반복 열차의 사이에 신덴바루 또는 유쿠하시발 열차가 들어가는 다이어로 아침의 시간대로는 간다발 열차 외에 산요 본선의 시모노세키에서 오이타까지 직통하는 열차도 있다.
이 구간에서는 아침에 상행선 1편, 저녁에 하행선 3편의 쾌속 열차가 운행되고 있다. 아침 상행선 쾌속 열차는 야나기가우라발, 저녁 하행선 중 1대는 우사까지 운행되어 나카쓰 이남은 각 역에 정차한다. 국철 시대에는 현재와 정차역이 다른 쾌속이 운행되고 있었다.
2009년 3월 14일의 다이어 개정보다, 모지 항 · 고쿠라 발착을 주체로 하는 다이어로 변경되어 시모노세키까지 직통하는 열차는 아침과 저녁 이후로만 운행이 가능하다. 또한 하루중에는 415계로의 운행은 감소하고 813계 전동차 3량으로의 운행이 많아져 2009년 10월 1일부터는 하루중의 813계 사용 열차로 단독 운행이 개시되고 있다. 사용되는 차량은 아침 · 저녁의 러시아워에는 미나미 후쿠오카 차량구 · 모지코 운전구 · 오이타 차량센터의 415계나 미나미 후쿠오카 차량구의 811계 · 813계에 의해 6 - 8량 편성으로 운행하는 열차도 있어 고쿠라 - 나카쓰 구간에서는 10 - 20분 간격으로 운행된다.
이 외에 고쿠라 - 조노 구간에서는 히타히코산 선의 열차도 운행한다.

#### 나카쓰 - 사이키 구간
오이타를 중심으로 한 오이타 도시권 구간의 운행이 주를 이루고있다. 오이타시 근교(히지 · 가메가와 - 오이타 - 오자이 · 고자키)에서는 약 15 - 30분에 1편 꼴로 운행한다. 그 앞의 구간(나카야마가 · 기쓰키 · 오가 - 히지 구간 · 고자키 - 우스키 구간)과 나카쓰 - 야나기가우라 · 우사 구간은 1시간당 1편 정도의 운행이 된다. 이전에는 모지 항 · 고쿠라 · 시모노세키 방면에서의 보통 열차가 야나기가우라 · 우사 발착으로 1시간당 1편 운행되고 있었지만, 2009년 3월 14일의 다이어 개정으로 나카쓰 - 야나기가우라 구간의 왕복 단독 운행이 개시된 것에 의해 보통 열차의 운행 계통이 나카쓰에서 분단되는 형태가 되었기 때문에 나카쓰 - 야나기가우라 · 우사 구간은 하루중 815계의 2량 편성에 의한 단독 운행을 중심으로 아침 · 저녁의 시간대는 모지 항 · 고쿠라 방면 직통의 쾌속 · 보통 열차가 연장 운행하고 있다.
그 차량에는 미나미후쿠오카 차량구 소속의 811계 · 813계나 미나미후쿠오카 차량구 · 모지 항 운전구 · 오이타 철도 사업부 오이타 차량 센터 소속의 415계가 각각 4 - 8량 편성으로 운용되고 있다.
우사 - 나카야마가 구간과 우스키 - 사이키 구간은 운행 횟수가 적고, 2시간 이상 비는 시간대가 있다. 이 구간은 오이타 차량 센터의 415계와 단독 운행 대응의 오이타 차량 센터 815계로 운행된다. 단독 운행 시에는 자동 매표기가 설치되어 있지 않은 역에서도 승강장 측 모든 문이 열려 승차권 및 운임은 역무원에 건네주며 운임상자에 넣는다. 또한 2009년 10월 1일부터 사이키 - 노베오카 구간에서도 단독 운행이 개시되었기 때문에 같은 구간에 회송 운용을 겸하는 목적으로 오이타 - 사이키 구간의 보통 열차중 2회 왕복이 키하 220형 기동차로의 운용으로 변경되었다.
이전에는 오이타에서 접속하는 비전화 노선의 호히 본선 · 규다이 본선과의 사이에 각각 직통 보통 열차가 최장으로 히지까지 운행되고 있었지만, 오이타 역 고가화 사업에 수반하여 호히 본선 · 규다이 본선이 2008년 8월 24일에 먼저 고가화되어 고가화가 완료되지 않은 닛포 본선으로의 연장 운행을 할 수 없게 되었기 때문에 후에 서술하는 규슈 횡단 특급을 제외하고 연장 운행을 종료하고 있다.
2009년 3월 14일의 다이어 개정으로 단독 운행이 나카쓰까지 연장되었기 때문에 우사 - 나카야마가 구간의 보통 열차가 1일 11회 왕복에서 13회 왕복으로 증편되어 나카쓰 - 오이타 구간이 직통 운행되어 편리성이 향상되고 있다.

#### 사이키 - 노베오카 구간
이 구간은 오이타현과 미야자키현의 현 경계의 산간부(소타로 고개)를 지난다. 연선 인구도 적은 것으로 인해 보통 열차의 운행 횟수가 극단적으로 적게되어 있어 특급 열차의 정차역도 설정되어 있지 않다.
2004년 3월 13일의 다이어 개정으로 보통 열차는 2회 왕복을 제외하고 시게오카 · 이치타나발이었지만, 다음 2005년 10월 1일의 개정 이후는 사이키 - 노베오카 구간의 열차 3회 왕복, 이치타나 - 노베오카 구간의 열차 1회 왕복의 운행으로 되어 있다. 이러한 열차는 아침과 저녁의 운행이며 직통열차는 10시간 이상 간격이 벌어진다.
이 구간은 2009년 9월 30일까지 717계로 운행되고 있었지만, 같은 해 10월 1일부터 키하 220형 기동차 1량 편성에 의한 단독 운행으로 변경되었다. 또한 보통 열차의 횟수가 적은 비교적 특급 열차가 1일 13회 왕복(대개 매시 1개 정도) 통과하기 때문에 이 구간의 모든 역에 교행 설비가 설치되고 있다. 덧붙여 사이키 - 노베오카 구간은 교류 및 직류 데드 섹션을 포함하지 않는 전구간 비전철화 구간이므로 보통 열차를 모두 전동차에서 기동차 운전으로 변경한 노선이 된 유일한 구간이 되고 있다.

#### 노베오카 - 가고시마 · 가고시마 중앙 구간
노베오카 · 미나미노베오카 - 미야자키 · 미나미미야자키 - 미야자키 공항 구간과 미야자키 · 미나미미야자키 - 미야코노조 · 니시미야코노조 구간의 보통 열차는 1시간당 대개 1대 정도(특급도 1시간당 1대 정도) 운행되고 있다. 미야자키 도시권 근교의 다카나베 · 사도와라 - 다노 구간 · 가고시마 도시권 근교의 고쿠부 - 가고시마 중앙 구간에는 구간 운행이 있어 최대로 1시간당 3편 정도 운행되고 있다. 니시미야코노조 - 고쿠부 구간은 3시간 이상 비는 시간대가 있다. 닛포 본선의 모든 열차가 가고시마 중앙까지 운행되어 한층 더 일부의 열차는 가고시마 본선의 센다이까지 운행된다. 또한 류가미즈에서는 보통 열차로도 통과하는 열차가 있다. 이 구간에서는 단독 운행 대응의 817계 · 717계 · 713계로 운행되어 고쿠부 - 가고시마 중앙 구간에서는 이른 아침이나 야간에 415계나 몇 대정도가 운행된다. 또한 지선 직통 이외의 열차로도 다카나베 - 가고시마 중앙 구간은 키하40형·키하47형 기동차가 몇 대 운행되고 있다.
단독 운행의 보통 열차(2량 편성)의 승차 방법이지만 2006년 3월 17일까지 무인역 및 유인역에서의 영업 시간외의 정차시에 관해서는 차량 앞부분의 문만 열고(중간문은 열지 않고 · 후 승차 전에 하차) 승차시에는 정리권을 취할 필요가 있었지만, 다음 3월 18일의 다이어 개정으로 고쿠부 - 가고시마 중앙 구간에서는 열차의 플랫폼 측 모든 출입문으로 승하차 할 수 있게 되었다. 다만 이 구간내인 류가미즈에서는 자동 매표기가 설치되어 있지 않기 때문에 승차 방법이 다르다.
또 미야자키 - 미나미미야자키 구간에서는 미야자키 공항선 · 니치난 선의 열차도 운행한다.

#### 노베오카 · 미야자키 구간 고속화 개량 공사
노베오카 - 미야자키 구간은 미야자키 공항 노선 연장에 임하여 분기기 · 궤도 개량을 포함한 고속화도 진행되고 있다. 이것은 노베오카와 미야자키 공항을 묶는 아사히 카세이의 차터기가, 1990년 9월 27일에 기장을 포함한 승무원 10명 전원이 사망하는 추락 사고를 낸 것으로 인해 미야자키현과 아사히 카세이가 출자해 노베오카와 미야자키 공항을 직결하는 것이 실시되었기 때문이다. 노베오카 - 미야자키 구간(84 km)은 단선으로 노반이 최고속도 85 km/h 사양이 되어 있고, 급커브도 많기 때문에 특급으로도 약 75분 걸렸다. JR 규슈는 최고속도 110 km/h에 이르는 노반으로 개량하여 분기기를 신설하면 약 60분간으로 단축할 수 있다고 산정하여 고속화 개량 공사를 1991년 11월에 착공했다. 공사는 1994년 11월에 준공되어 공사비는 24억 6천만엔으로 아사히 카세이는 2억 9천만엔을 부담했다. 공사는 1994년 11월에 준공되어 공사비는 24억 6천만엔으로 아사히 카세이는 2억 9천만엔을 부담했다.

### 화물열차
(기타큐슈 화물 터미널) - 고쿠라 - 미나미노베오카 구간에서 화물열차가 운행되고 있다.
컨테이너 화물 열차로 편성된 고속 화물열차가, 기타큐슈 화물 터미널 - 노베오카 구간에 1회 왕복, - 미나미노베오카 구간에 왕복 1회 운행되고 있다. 탱크차등을 연결 가능한 전용 화물열차도, 기타큐슈 화물 터미널 - 미나미노베오카 구간에 왕복 1회 운행되고 있다. 견인 기관차는 ED76형 전기기관차.
선내의 화물열차의 발착역은, 니시오이타, 노베오카, 미나미노베오카. 덧붙여 화물 지선의 오바세니시공대 앞 - 간다 항 구간에서는 현재 화물열차는 운행하고 있지 않다.
또 닛포 본선의 고속 화물열차는 혼슈 방면의 직행편이 모두 비설정이기 때문에 혼슈 방면의 컨테이너는 기타큐슈 화물 터미널에서 가고시마 · 산요 본선 계통으로 옮겨 싣는다.
아직 2009년 3월 14일 다이어 개정으로 규슈내의 야간 침대 특급은 전 열차가 폐지되어 화물열차가 1편도 달리지 않는 미나미노베오카 - 가고시마간에서는('쓰이세이' 폐지 이후) ED76형 전기기관차는 볼 수 없게 되었다. 또한 해당 구간을 달리는 정기 화물열차는 가고시마 본선 계통보다 편성이 짧은 데다가 운행 횟수도 적고, 화물열차의 주행 시간대는 심야부터 이른 아침 중심이다.

## 차량

### 현재 운행 차량

#### 우등 열차
- 883계 · 885계 : 소닉호로 사용.
- 783계 : 니치린 · 니치린 시가이아 · 휴가 · 기리시마의 일부로 사용되었다.
- 787계 : 니치린 · 니치린 시가이아 · 휴가 · 기리시마의 일부로 사용.
  - 「휴가」, 「기리시마」는 2011년 3월 12일의 다이어 개정으로 485계에서 783계 · 787계로 옮겨졌지만, 12일 당일은 전날 발생한 동일본 대지진에 의한 해일 경보이기 때문에 787계의 배치 회송을 하지 못하고 일부 열차에서는 485계로 운용되었다.
- 키하 185계 : 「규슈 횡단 특급」으로 사용.
- 키하 140형 · 키하 147형 : 「하야토노카제」으로 사용.
- 키하 125형 (400번대) : 「우미사치 야마사치」로 사용.

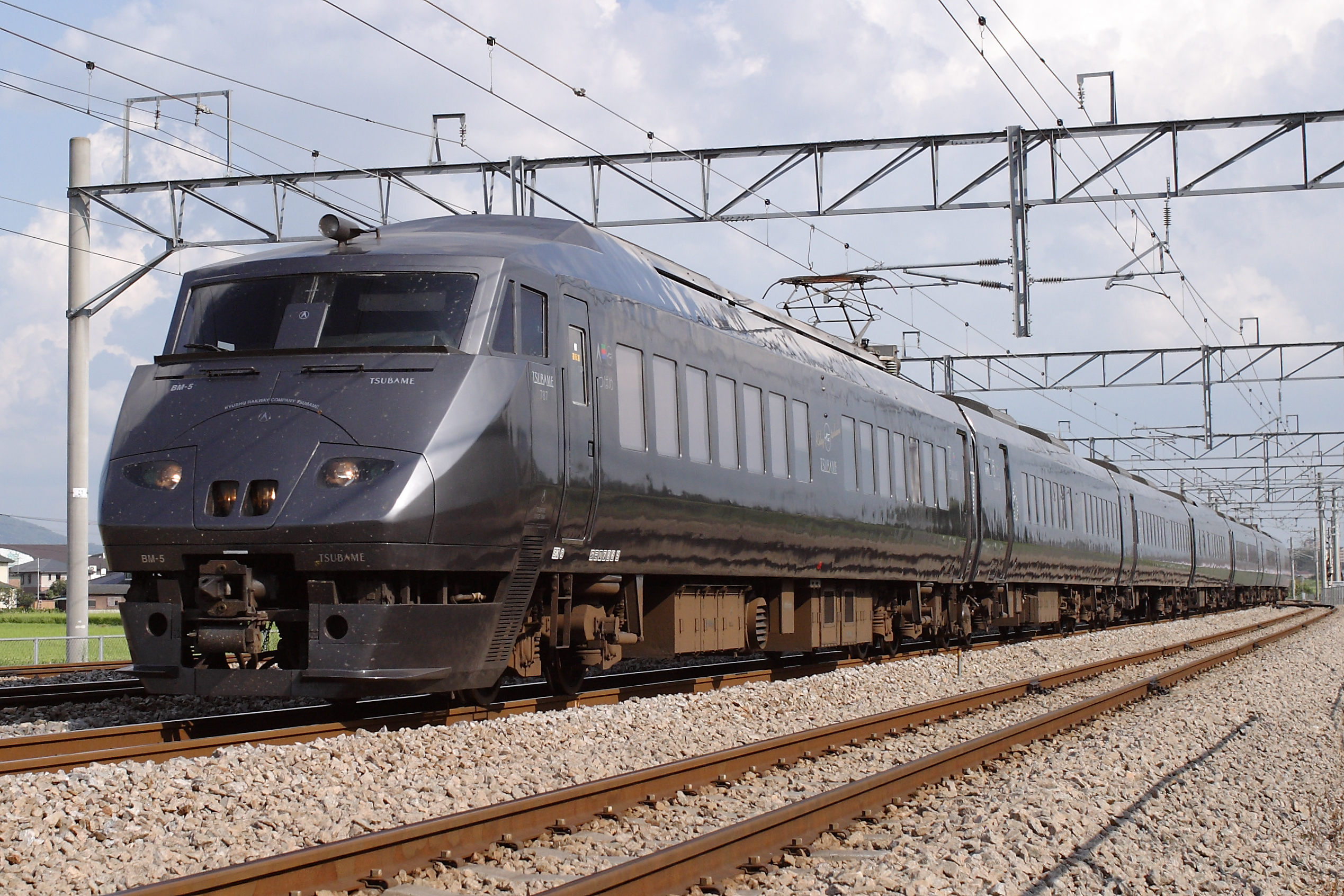
787계
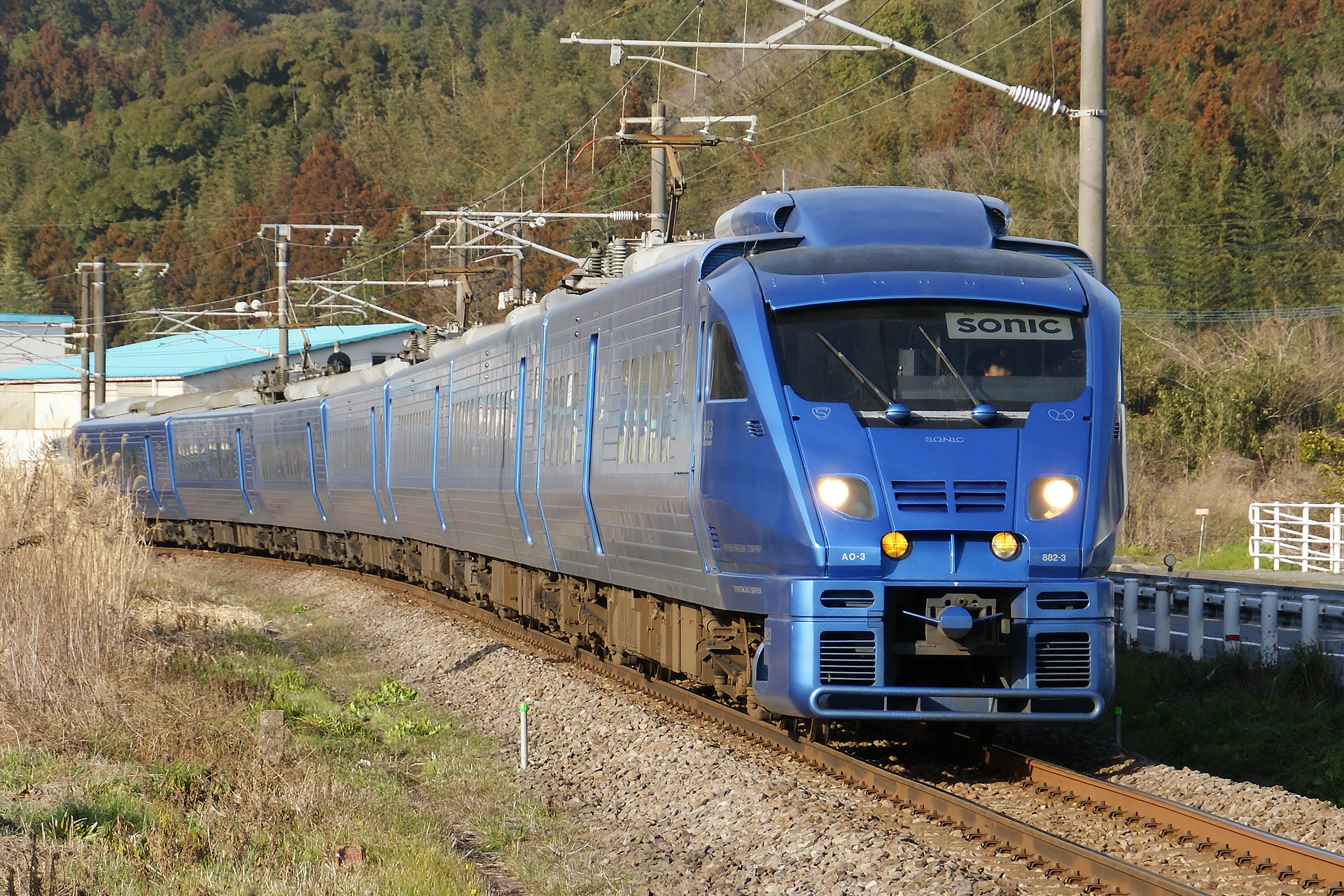
883계
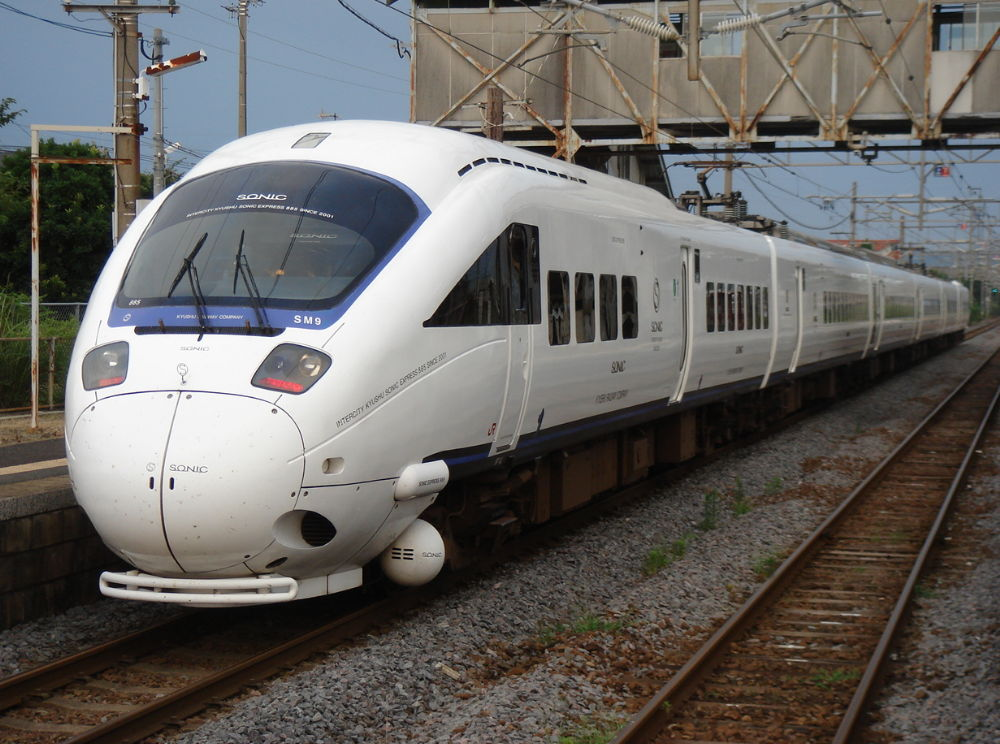
885계

#### 보통 · 쾌속 열차
- 811계
- 813계
- 815계
- 415계
- 817계 (미야자키 공항선 직통 포함)
- 키하 200형
- 전동차 (미야자키 공항선 직통 포함)
- 717계
- 키하 40형 · 키하 47형 · 키하 147형 (다카나베 이남, 히타히코산 선, 니치난 선, 깃토 선, 히사쓰 선 직통 포함)

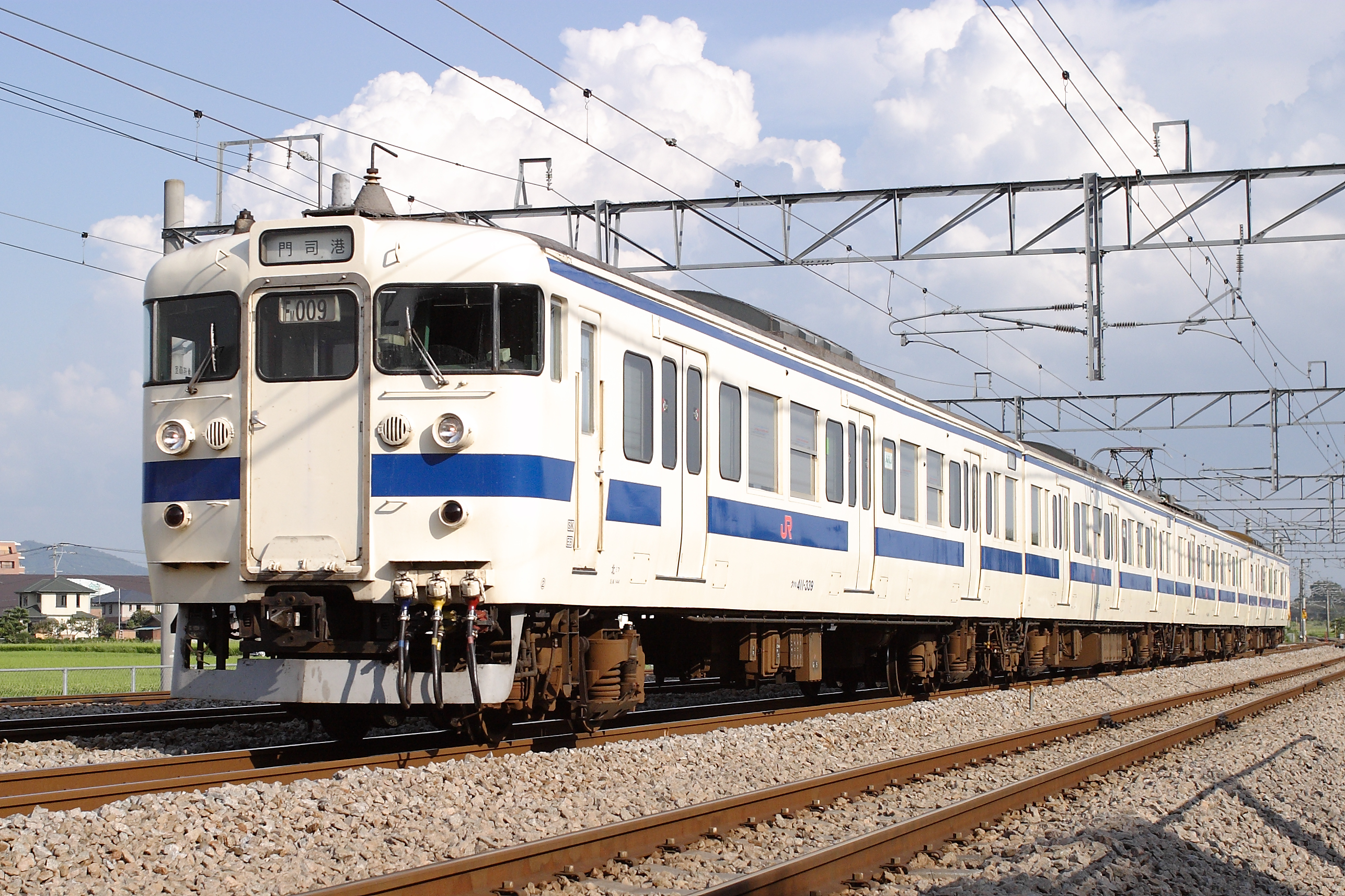
415계
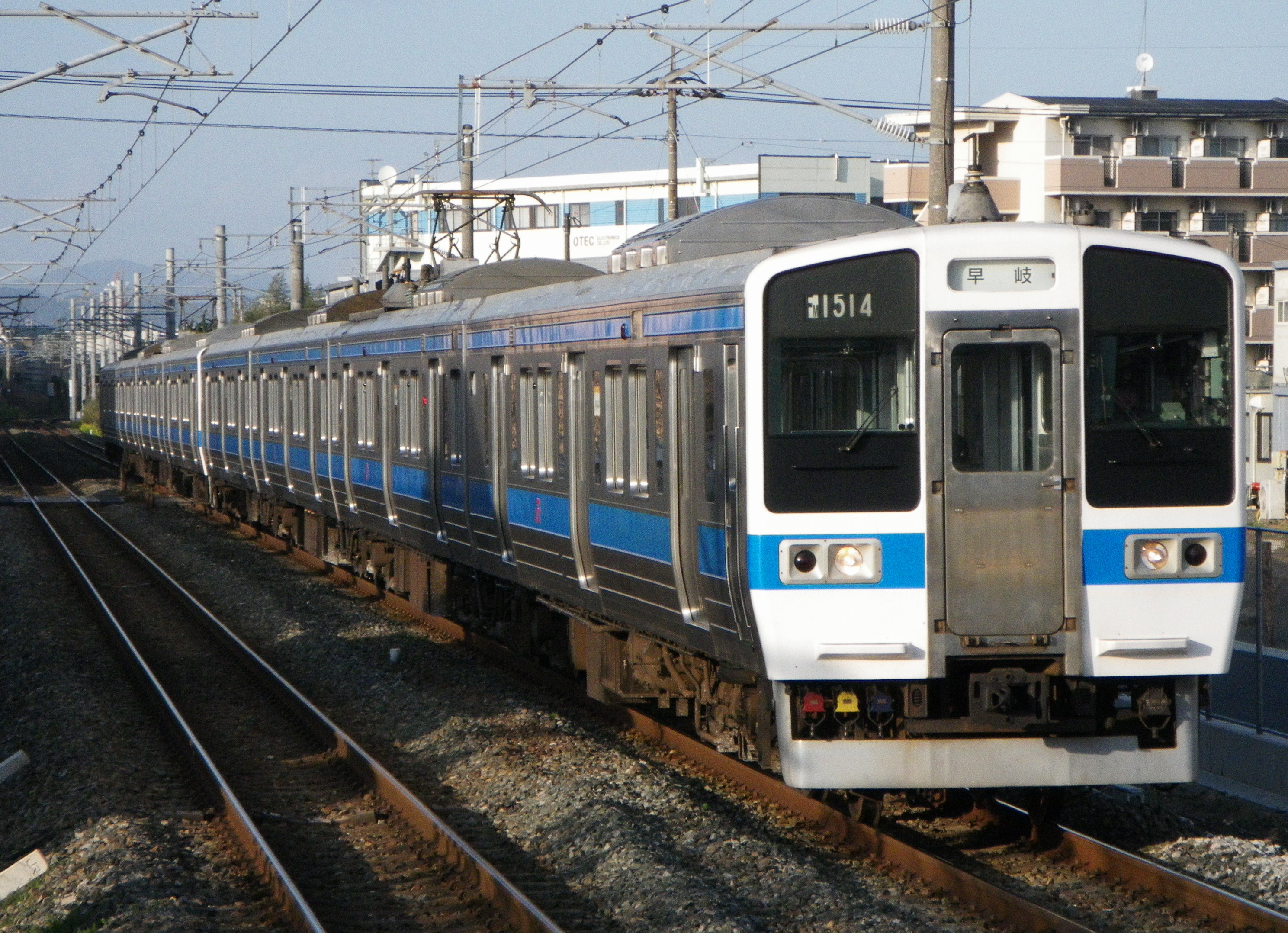
415계
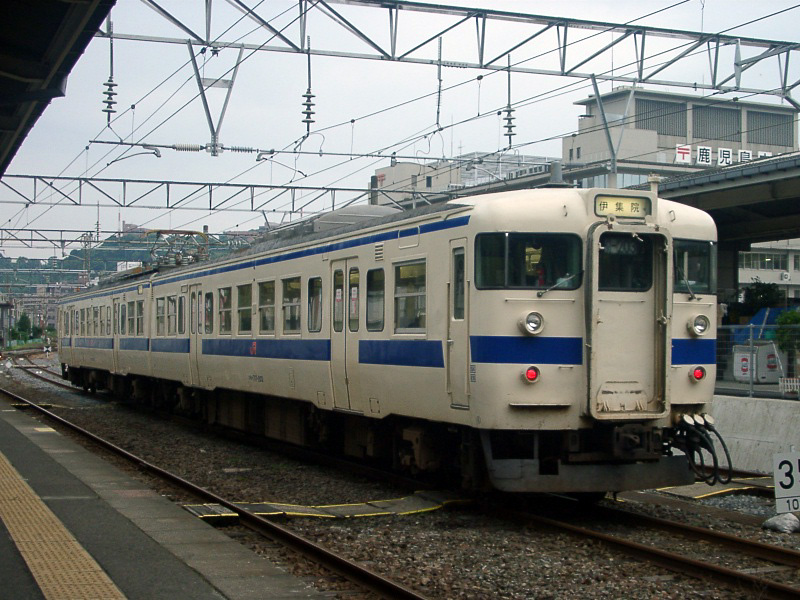
717계
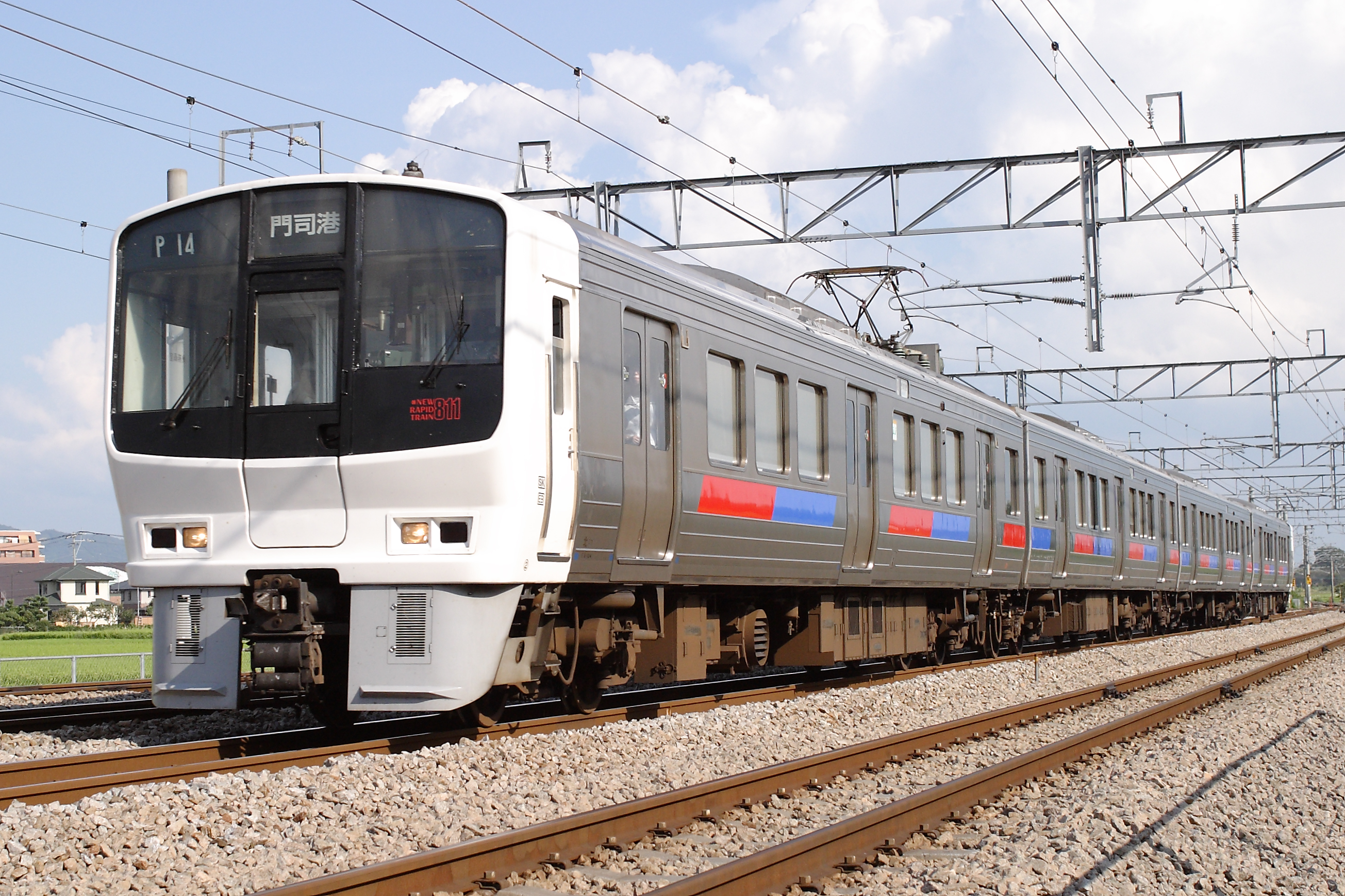
811계
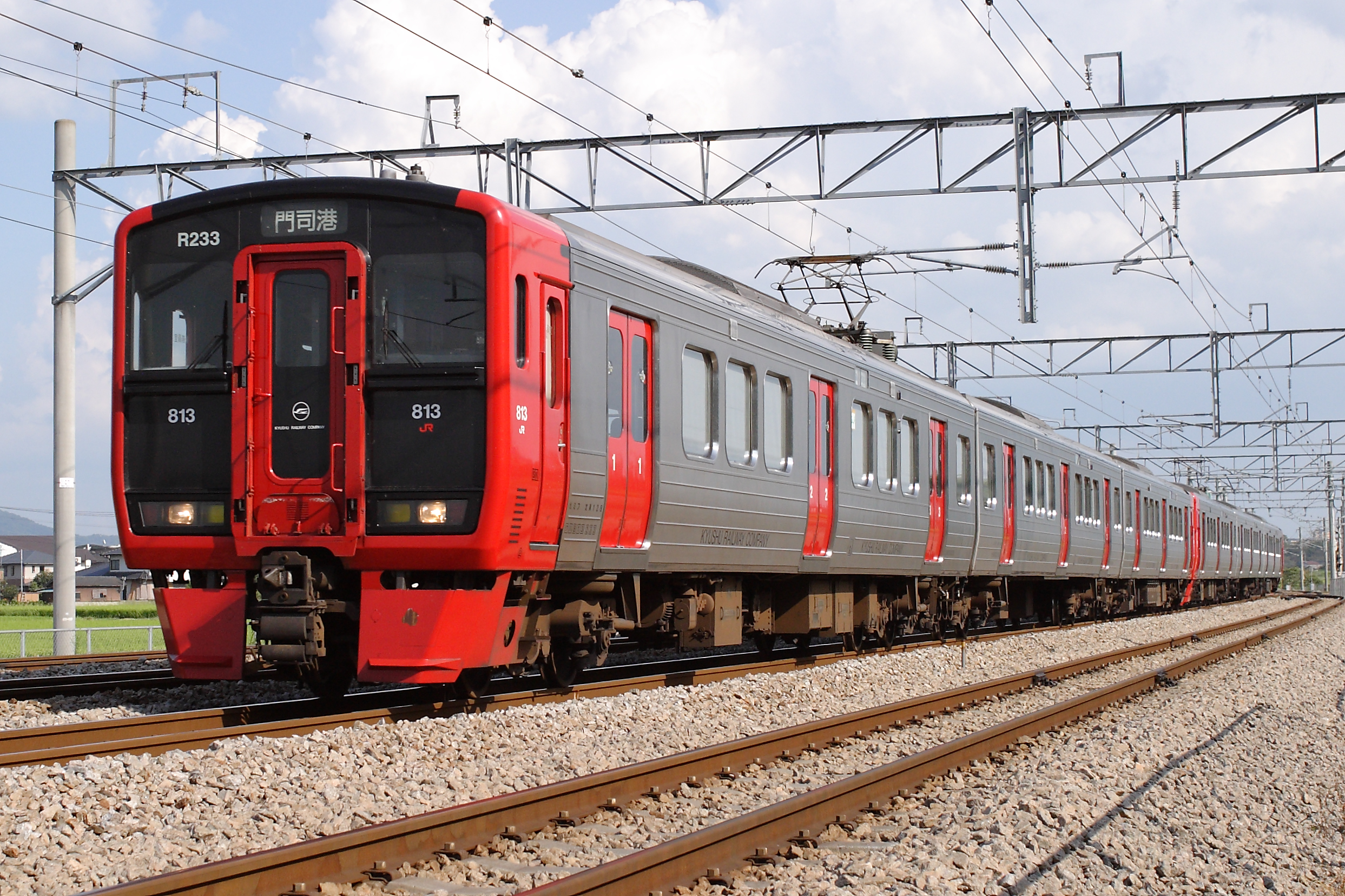
813계
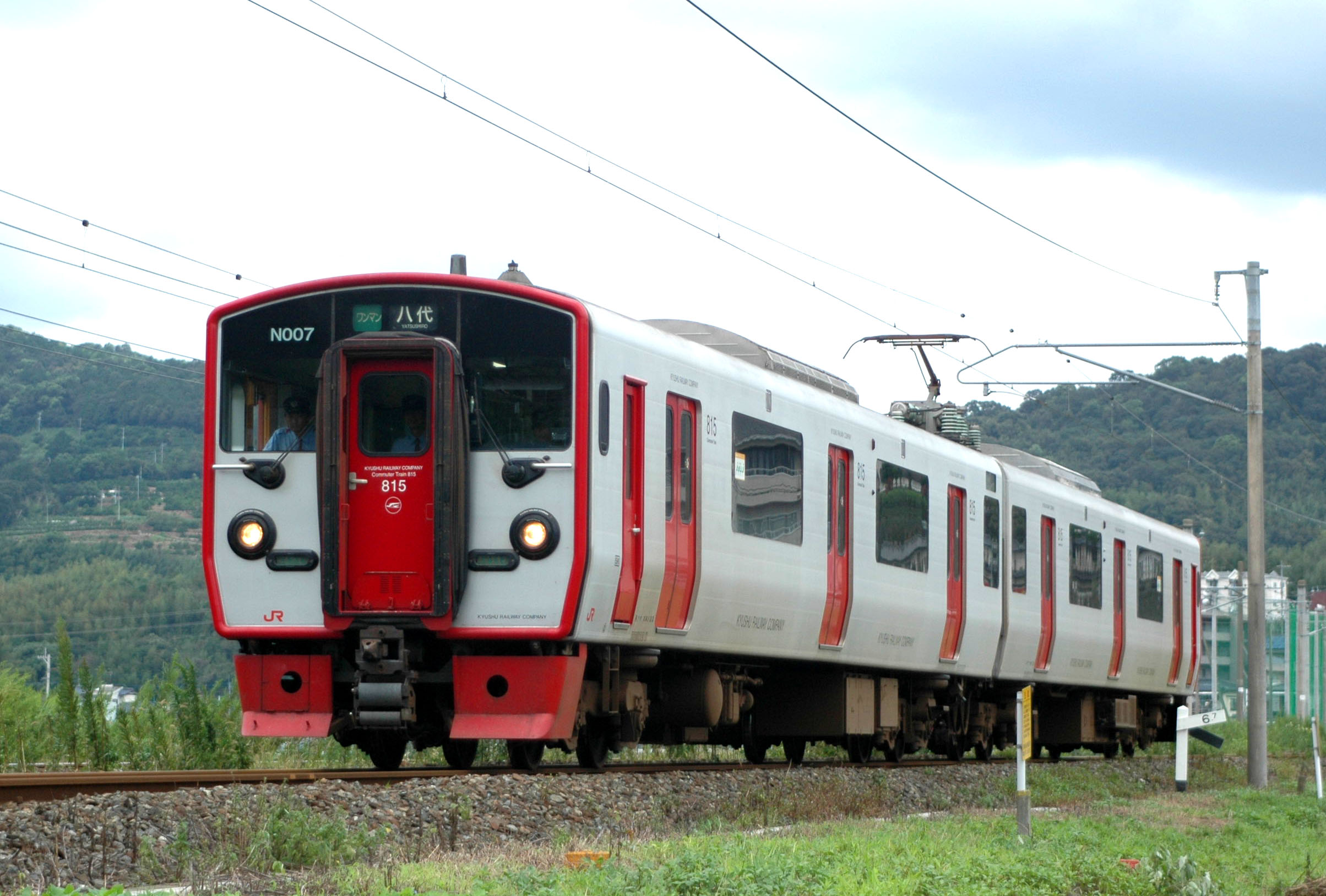
815계
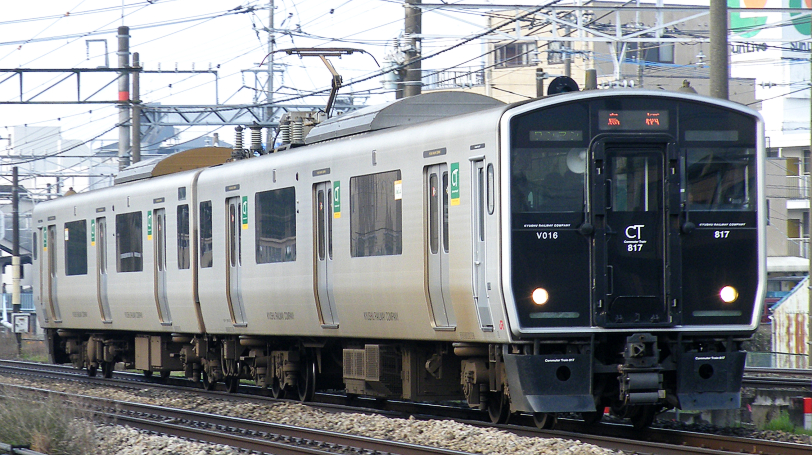
817계

#### 화물열차
- ED 76형 - 전기기관차

#### 과거에 사용했던 철도 차량
- 481계 · 485계 전동차 : 함께 특급 「기리시마」,「니치린」으로 사용되었다.
- 581 · 583계 전동차 : 침대 특급 「혜성」의 일부와 함께 운용으로 「니치린」의 일부에서 사용되었다.
- 키하 80계 동차 : 전선화 이전에 특급 「니치린」, 「오오요도」에서 사용되었다.
- 457계 · 475계 전동차 : 급행 「벳푸」, 「니치난」, 「유노카」등에서 사용. 급행 폐지 후는 보통 열차에 전용. 신형 차량 투입에 수반해 2007년까지 전차 운용 이탈.
- 키하 58계 · 키하 65형 동차 : 전선화 이전에 급행열차로, 민영화 이후도 타선과 직통하는 급행 「유포」, 「히노야마」, 「에비노」나 보통 열차로 사용되었다.
- 421계 · 423계 전동차 : 사이키 이북의 보통 열차로 415계와 함께 사용되었다.
- 50계 객차 : 모지 항 - 야나기가우라 구간의 보통 열차로 사용되었다.
- 12계 객차 : 밤의 급행 「니치난」의 좌석차 등에서 사용되었다.
- 14계 15형 객차 : 침대 특급 「혜성」으로 사용되었다.
- 24계 24형 · 25형 객차 : 침대 특급 「후지」,「혜성」, 급행 「니치난」침대차로 사용되었다.
- 20계 객차 : 침대 특급 「후지」,「혜성」, 급행 「니치난」침대차로 사용되었다.
- ED74형 전기기관차 : 오이타 이북의 침대 특급 열차 · 화물열차 견인으로 사용.
- EF81형 전기기관차 : 오이타 이북의 침대 특급 열차 · 화물열차 견인으로 사용.
- DF50형 디젤기관차 : 전선화 이전에 침대 특급 열차 · 화물열차 견인으로 사용.

## 역사
고쿠라 - 시게오카 구간은, 초대 규슈 철도 및 초대 호슈 철도의 손으로 개업한 고쿠라 - 유쿠하시 - 나가스(현재의 야나기가우라) 구간을 국유화 후에 연신한 것이다.
한편, 시게오카 이남은, 요시마쓰에서 미야자키 선으로서 차례차례 연신된 것으로, 우치미야자키 - 사도와라 구간은 미야자키 현영 철도를 매수해 편입한 것이다. 1923년에 시게오카 역까지 개통해 고쿠라 - 미야자키 - 요시마쓰 구간이 닛포 본선이 되었다.
고쿠부(현재의 하야토) - 가고시마은 관영의 가고시마 선으로서 개업한 것으로, 1932년에 미쓰시로 - 하야토 구간이 개통하고, 현재의 루트인 고쿠라 - 미쓰시로 - 하야토 - 가고시마 구간이 닛포 본선이 되어, 요시마쓰 - 미야코노조 구간은 깃토 선이 되었다.

### 연혁

#### 고쿠라 - 시게오카 구간

##### 규슈 철도 · 호슈 철도 - 호슈 본선
- 1895년
  - 4월 1일 : 규슈 철도가 고쿠라 - 교지 구간 개통. 조노· 가리타 · 교지의 각 역을 신설.
  - 8월 25일 : 교지 역을 폐지. 유쿠하시역 신설. (호슈 철도의 역으로서 개설).
  - 10월 25일 : 소네 역을 신설.
- 1897년 9월 25일 : 호슈 철도가 유쿠하시 - 나가스 구간을 연신 개업. 신덴바루 · 시이다 · 마쓰에 · 우노시마 · 나카쓰 · 이마즈 · 욧카이치 · 나가스의 각 역을 신설.
- 1898년 3월 1일 : 나가스 역을 우사 (초대)역으로 명칭 변경.
- 1901년
  - 5월 25일 : 오사다 역 신설
  - 9월 3일 : 규슈 철도가 호슈 철도를 합병.
- 1904년 2월 12일 : 기타시노자키 · 무라사키가와 · 미나미시노자키의 각 연락소를 신설.
- 1907년
  - 7월 1일 : 철도 국유법에 의해 규슈 철도를 매수, 관립 철도의 노선이 된다.
  - 11월 1일 : 우노시마 역을 우노시마역으로, 가리타 역을 간다역으로 각각 명칭 변경.
- 1909년
  - 10월 12일 : 국유철도 선로 명칭 제도에 의하여 고쿠라 - 야나기가우라 구간을 호슈 본선으로 명명.
  - 10월 15일 : 우사 (초대)역을 야나기가우라 역으로 명칭 변경.
  - 12월 21일 : 야나기가우라 - 우사 구간 연신 개통. 우사 역 (2대)신설.
- 1910년 12월 15일 : 우사 - 나카야마가 구간 연신 개통, 다테이시 · 나카야마가의 각 역 신설.
- 1911년
  - 3월 22일 : 나카야마가 - 히지구간을 연신 개통. 기쓰키 · 히지의 각 역 신설.
  - 4월 22일 : 부젠나가스역 신설
  - 7월 16일 : 히지 - 벳푸 구간을 연신 개통. 가시라나리 · 가메가와 · 벳푸의 각 역을 신설.
  - 10월 1일 : 기타시노자키 연락소 폐지.
  - 11월 1일 : 벳푸 - 오이타 구간 연신 개통. 하마와키 · 니시오이타 · 오이타의 각 역 신설.
- 1912년 : 무라사키가와 연락소 폐지.
- 1914년 4월 1일 : 오이타 - 고자키 구간을 연신 개통. 시모고리 연락소 및 다카조 · 쓰루사키 · 사카노이치 · 고자키의 각 역을 신설
- 1915년 8월 15일 : 고자키 - 우스키 구간 연신 개통. 시타노에 · 우스키의 각 역 신설.
- 1916년
  - 6월 21일 : 미나미시노자키 연락소 폐지.
  - 10월 25일 : 우스키 - 사이키 구간 연신 개통. 쓰쿠미 · 히시로 · 아자무이 · 사이키의 각 역 신설.
- 1917년 7월 18일 : 가미우스키역 신설.
- 1918년 10월 16일 : 간다 역의 읽기를 '간다'부터 '가리타'로 변경.
- 1919년 9월 1일 : 욧카이치 역을 부젠젠코지역으로 명칭 변경.
- 1920년
  - 8월 15일 : 구마사키역 신설.
  - 11월 20일 : 사이키 - 가미하라 구간 연신 개통, 가미오카 · 나오미 · 가미하라의 각 역 신설.
- 1922년 3월 26일 : 가미하라 - 시게오카 구간 연신 개통. 시게오카 역 신설.
- 1923년
  - 3월 16일 : 이미가와 가 신호장 (초대)신설.
  - 7월 1일 : 가이자키역 신설.
  - 7월 21일 : 이미가와 가 신호장 (초대)폐지.
  - 12월 15일 : 호슈 본선과 미야자키 본선을 통합함으로써, 고쿠라 - 요시마쓰 구간을 닛포 본선으로 되다.
- 1924년
  - 7월 23일 : 이마가와 가 신호장 (2대)신설. (폐지 연월일 미상)
  - 11월 25일 : 오자이역 신설.
- 1926년 9월 1일 : 니시야시키 신호장 신설

#### 시게오카 - 미야코노조 구간

##### 미야자키 선
- 1913년 10월 8일 : 다니카시라 - 도조 구간이 미야자키 선으로 개통(현재의 깃토 선으로 전 구간 개통). 도조 역 신설.
- 1914년
  - 2월 11일 : 도조 - 미마타 구간 연신 개통. 미마타 역 신설.
  - 8월 15일 : 미마타 - 야마노쿠치 구간 연신 개통. 야마노쿠치 역 신설.
- 1915년 3월 20일 : 기요다케 - 미야자키 구간 연신 개통. 오요도 역 신설.
- 1916년
  - 3월 21일 : 야마노쿠치 - 아오이다케 구간 연신 개통. 아오이다케 역 신설.
  - 4월 10일 : 기요다케 - 오쿠보 구간 연신 개통. 오쿠보 역 신설.
  - 10월 25일 : 아오이다케 - 기요다케 구간을 연신 개통해 미야자키 선 요시마쓰 - 미야자키 구간 전노선 개통. 다노 역을 신설, 오쿠보역을 폐지.

##### 미야자키 현영 철도
- 1913년 12월 15일 : 미야자키 - 후쿠시마초 구간이 미야자키 현영 철도 쓰마 선으로서 개업. 히로세 (초대) · 시로가뷰 · 하스가이케 (초대)· 하나가시마의 각 역 신설.
- 1914년
  - 4월 26일 : 후쿠시마초 · 사도와라 (후의 니시사도와라)구간을 연신 개통.
  - 11월 20일 : 미야자키 - 가와구치 구간의 화물선 개통.
- 1917년 9월 21일 : 미야자키 현영 철도 쓰마 선을 매수 · 편입. 요시마쓰 · 미야자키 · 히로세 구간을 미야자키 본선으로 한다. 미야자키 - 가와구치 구간의 화물선. 하스가이케 (초대)역 폐지.

##### 미야자키 본선
- 1920년 9월 11일 : 히로세 - 다카나베 구간 연신 개통. 다카나베 · 미나시로 · 히로세 (2대)의 각 역 신설.
- 1921년
  - 6월 11일 : 다카나베 - 미미쓰 구간 연신 개통. 미미쓰 · 쓰노 · 가와미나미의 각 역 신설.
  - 10월 11일 : 미미쓰 - 도미타카 구간 연신 개통. 도미타카 · 이와키의 각 역 신설.
  - 10월 11일 : 호소시마게이벤 선(후의 호소시마 선) 다카토미 - 호소시마 구간 개통.
- 1922년 2월 11일 : 다카토미 - 미나미노베오카 구간 연신 개통. 미나미노베오카 · 도토로 · 가도가와의 각 역 신설.
  - 5월 1일 : 미나미노베오카 - 노베오카 구간 연신 개통. 노베오카 역 신설.
  - 10월 29일 : 노베오카 - 휴가나가이 구간 연신 개통. 휴가나가이 역 신설.
- 1923년
  - 7월 1일 : 휴가나가이 - 이치타나 구간 연신 개통. 이치타나 역 신설.
  - 12월 15일 : 이치타나 - 시게오카 구간 연신 개통. 호슈 본선과 미야자키 본선을 통합하여, 고쿠라 - 요시마쓰 구간을 닛포 본선으로 한다. 소타로 신호장 신설.

#### 미야코노조 - 가고시마 구간

##### 시부시 선
- 1923년 1월 14일 : 미야코노조 - 니시미야코노조(- 스에요시) 구간을 시부시 선으로서 개통. 니시미야코노조 역 신설.

##### 고쿠도히가시 선
- 1929년 4월 28일 : 니시미야코노조 - 다카라베 구간을 고쿠도히가시 선으로 개통. 이소이치 · 다카라베의 각 역 신설.
- 1931년 11월 1일 : 다카라베 - 오스미오카와라 구간 연신 개통. 기타마타 · 오스미오카와라의 각 역 신설.
- 1932년 12월 6일 : 오스미오카와라 - 기리시마신궁 구간 연신 개통. 기타나가노다역 신설. 닛포 본선에 편입.

##### 고쿠도사이 선
- 1929년 11월 24일 : 니시고쿠부 - 고쿠부 구간을 고쿠도사이 선으로 개통. 고쿠부 (2대)역 신설.
- 1930년 7월 10일 : 고쿠부 - 기리시마 신궁 구간 연신 개통. 기리시마신궁 역 신설.

##### 가고시마 선 → 히사쓰 선
- 1901년 6월 10일 : 고쿠부 (현재의 하야토) - 가고시마 구간을 가고시마 선으로서 개통, 가고시마 · 시게토미 · 가지키 · 고쿠부 (초대)의 각 역 신설.
- 1908년 7월 28일 : 신가쿠지 가 승강장 신설.
- 1909년 11월 21일 : 모지 (현재의 모지 항) - 히토요시 - 가고시마 구간 전 노선 개통에 수반해, 가고시마 선에

히토요시 선을 편입, 이후 가고시마 본선으로 한다.
- 1915년 8월 7일 : 류가미즈역 신설
- 1926년 4월 1일 : 조사역 신설
- 1927년 10월 17일 : 센다이 경유의 루트 전 구간 개통에 의해 가고시마 본선으로부터 야쓰시로 - 히토요시 - 가고시마를 분리하여 히사쓰 선으로 한다.
- 1929년 9월 1일 : 고쿠부 (초대)역을 니시고쿠부 역으로 명칭 변경.
- 1930년 9월 15일 : 니시고쿠부 역을 하야토 역으로 명칭 변경.

#### 전 구간 개통
- 1932년 12월 6일 : 선로 명칭 제정에 의해 고쿠라 - 미야코노조 - 하야토 - 가고시마 구간을 닛포 본선으로 명칭 제정.
- 1933년 6월 19일 : 쓰이키역 신설.
- 1934년 4월 15일 : 하마와키 역을 히가시벳푸역으로 명칭 변경.
- 1935년 10월 1일 : 시로가뷰 역을 휴가스미요시역으로 명칭 변경.
- 1940년 8월 1일 : 가시라나리 역을 분고토요오카역으로 명칭 변경.
- 1941년 8월 20일 : 미나미고쿠라 신호장 신설
- 1942년 4월 1일 : 오요도 역을 미나미미야자키역으로 명칭 변경.
- 1944년
  - 5월 28일 : 오바세 신호장 신설.
  - 9월 1일 : 유쿠하시 - 간다 항 구간의 화물지선 개통, 화물 역인 간다 항 역 신설.
  - 12월 1일 : 미나미고쿠라 신호장을 역으로 변경.
- 1945년 5월 1일 : 소네 역을 시모소네역으로, 쇼에 역을 부젠쇼에역으로, 간다 항 역을 간다 항 사무소로 각각 명칭 변경. (간다 항은 수속상 폐지 및 신설).
- 1947년
  - 10월 1일 : 사시우 가 승강장 신설
  - 3월 1일 : 니시야시키 · 소타로를 신호장으로부터 역으로 변경.
- 1948년 10월 15일 : 오바세 신호장을 역으로 변경.
- 1949년
  - 5월 1일 : 기타가와역 신설
  - 6월 1일 : 유쿠하시 - 간다 항 구간의 화물지선 기점을 오바세 역으로 변경. 간다 항 사무소를 간다 항 역으로 명칭 변경. (수속 상 폐지 및 신설).
- 1950년 1월 10일 : 사시우 가 승강장을 역으로 변경.
- 1952년
  - 5월 1일 : 구즈하라 · 구사미의 양 신호장 신설
  - 6월 1일 : 오가역 신설, 구사미 신호장을 역으로 변경.
  - 8월 21일 : 히가시쓰노역 신설.
  - 11월 15일 : 오사다 역을 히가시나카쓰역으로 명칭 변경.
- 1953년 2월 11일 : 기타노베오카역 신설.
- 1954년
  - 8월 : 도토로 해수욕장 가승강장 신설. (폐지 시 불이양, 동년중)
  - 11월 10일 : 하나가시마 역을 미나미미야자키역으로 변경.
- 1955년 12월 1일 : 니시오이타 - 오이타 항 구간의 화물지선 개통.
- 1956년
  - 2월 11일 : 미케카도역 신설.
  - 2월 20일 : 오바세 - 유쿠하시 구간 복선화.
  - 10월 1일 : 아마쓰역 신설.
  - 11월 18일 : 호토케자키 신호장 신설.
- 1958년
  - 2월 15일 : 고쿠라 - 미나미고쿠라 구간 복선화.
  - 6월 5일 : 미나미고쿠라 - 조노 구간 복선화.
- 1959년
  - 4월 15일 : 가리우역 신설.
  - 7월 20일 : 가쿠사 가승강장 신설. (폐지시 불이행)
  - 10월 1일 : 간다 역의 읽기를 '가리타'에서 '간다'로 변경.
- 1961년
  - 3월 20일 : 고노하루 역을 나오카와역으로 변경.
  - 10월 1일 : 오카와지 신호장 신설
- 1962년 10월 1일 : 가와라기 신호장 신설.
- 1963년
  - 3월 20일 : 시모고리 신호장 (초대)폐지.
  - 5월 25일 : 다카토미 역을 휴가 시 역으로, 이와키 역을 미나미휴가역으로 변경.
  - 9월 20일 : 구즈하라 (신호장) - 구사미 구간 복선화.
- 1965년
  - 3월 29일 : 조노 - 구즈하라 신호장 구간 복선화.
  - 3월 30일 : 구즈하라 신호장 폐지.
  - 4월 1일 : 모찌바루 역 신설.
  - 7월 1일 : 히로세 역을 사도와라역으로 명칭 변경.
  - 9월 15일 : 휴가쿠쓰가게 신호장을 역으로 변경.
  - 9월 26일 : 간다 - 오바세 구간 복선화.
  - 9월 29일 : 구사미 - 간다 구간 복선화.
  - 10월 1일 : 가도이시 · 구스가오카 등 양 신호장 신설. 휴가쿠쓰가게 신호장을 역으로 변경.
- 1966년
  - 7월 20일 : 우사 - 니시야시키 구간 복선화.
  - 8월 9일 : 가메가와 - 히가시벳푸 구간 복선화.
  - 8월 30일 : 유쿠하시 - 신덴바루 구간 복선화.
  - 9월 6일 : 히가시벳푸 - 호토케자키 신호장 구간 복선화.
  - 9월 21일 : 니시오이타 - 오이타 구간 복선화.
  - 9월 28일 : 니시야시키 - 다테이시 구간 복선화.
  - 10월 1일 : 미나미기리시마 신호장 신설, 고쿠라 - 신덴바루 구간 전선화.
- 1967년
  - 7월 20일 : 시이다 - 부젠쇼에 구간 복선화.
  - 7월 31일 : 쓰이키 - 시이다 구간 복선화.
  - 8월 1일 : 신가쿠지 가승강장 폐지.
  - 8월 9일 : 호토케자키 신호장 - 니시오이타 구간 복선화. 호토케자키 신호장 폐지.
  - 8월 30일 : 신덴바루 - 쓰이키 구간 복선화, 전화에 해당해 항공 자위대 쓰이키 기지의 항공기 이 · 착륙의 장애 방지를 위해 같은 구간을 서쪽으로 경로 변경.
  - 9월 15일 : 신덴바루 - 고자키 구간 전선화.
  - 9월 27일 : 도쿠우라 신호장 신설.
- 1969년
  - 8월 26일 : 부젠쇼에 - 우노시마 구간 복선화.
  - 9월 13일 : 부젠나가스 - 우사 구간 복선화.
  - 9월 20일 : 우노시마 - 미케카도 구간 복선화.
- 1970년 6월 25일 : 미케카도 - 고쿠라 기점 49.94 km 구간의 복선화.
- 1972년
  - 2월 1일 : 호소시마 선의 여객영업 폐지에 수반해, 같은 선을 닛포 본선 화물 지선으로 편입.
  - 3월 15일 : 미마타 역을 히가시미야코노조 역으로 명칭 변경.
- 1973년 11월 14일 : 지미가와 신호장 신설. 지미가와 신호장 - 히가시나카쓰 구간 복선화.
- 1974년
  - 3월 13일 : 고자키 - 미나미미야자키 구간 전선화.
  - 12월 14일 : 니시고쿠라 역 신설.
- 1976년 9월 29일 : 히가시나카쓰 - 이마즈 구간 복선화
- 1977년
  - 6월 1일 : 고쿠라 기점 49.92 km - 지미가와 신호장 구간 복선화, 지미가와 신호장 폐지.
  - 10월 19일 : 나카야마가 - 오카와지 신호장 구간 복선화.
- 1978년
  - 9월 21일 : 오카와지 신호장 - 기쓰키 구간 복선화.
  - 9월 23일 : 오카와지 신호장 폐지.
- 1979년 9월 25일 : 미나미미야자키 - 가고시마 구간 전선화에 의해 전선 전선화 완성.
- 1980년 7월 9일 : 분고토요오카 - 가메가와 구간 복선화.
- 1982년
  - 9월 7일 : 아마쓰 - 부젠젠코지 구간 복선화.
  - 10월 1일 : 이마즈 - 아마쓰 구간 복선화.
  - 10월 21일 : 부젠젠코지 - 야나기가우라 구간 복선화.
- 1983년 12월 8일 : 야나기가우라 - 부젠나가스 구간 복선화.
- 1984년 2월 1일 : 니시오이타 - 오이타 항 구간의 화물 지선 폐지.
- 1986년 3월 3일 : 긴코역 신설, 히가시미야코노조 역을 미마타역으로 명칭 변경.
  - 12월 1일 : 하스가이케 임시 승강장 신설.
- 1987년
  - 2월 22일 : 마키역 신설.
  - 3월 9일 : 요고쿠 · 벳푸대학의 각 역 신설, 아베야마 공원 임시 승강장 신설, 히지 - 분고토요오카 구간 복선화.
  - 4월 1일 : 국철 분할 민영화에 따라 규슈 여객철도가 고쿠라 - 오이타 - 가고시마 구간, 일본 화물철도가 오바세 - 간다 항 구간을 제１종 철도 사업자로서 계승, 일본 화물철도가 고쿠라 - 휴가 시 구간의 제2종 철도 사업자가 된다. 휴가 시 - 가고시마 구간의 화물 영업을 폐지, 아베야마 공원 · 하스가이케를 임시 승강장에서 역으로 변경.
- 1988년 3월 13일 : 미나미유쿠하시 · 아사히가오카 · 아이라의 각 역 신설.
- 1989년
  - 3월 11일 : 자이고지 · 가노의 각 역 신설.
  - 12월 1일 : 휴가 시 · 호소시마 구간의 화물 지선 폐지.
- 1991년 7월 31일 : 일본 화물철도가 휴가 시 - 사도와라 구간의 제 2종 철도 사업자를 개업.
- 1992년 10월 1일 : 오바세 역을 오바세니시공대 앞 역으로 명칭 변경.
- 1993년 12월 1일 : 휴가 시 - 호소시마 구간의 화물지선 폐지.
- 1995년 4월 20일 : 요시토미역 신설.
- 1999년 10월 14일 : 야니기가우라 - 사도와라 구간에 단독 운행 개시.
- 2003년
  - 3월 15일 : 고쿠부 - 가고시마 구간에 단독 운행 개시.
  - 10월 1일 : 노베오카 - 고쿠부 구간에 단독 운행 개시.
- 2006년 3월 18일 : 닛포 본선 노선 상에도 시모고리 신호장 신설. 야나기가우라 - 사도와라, 고쿠부 - 가고시마 구간의 단독 열차가 차내 수수식으로부터 역 수수식으로 변경.
- 2009년
  - 3월 1일 : 고쿠라 - 나카쓰 구간에 IC 카드 [[SUGOCA}]가 이용 가능
  - 3월 14일 : 나카쓰 - 야나기가우라 구간에 단독 운행 개시.
  - 10월 1일 : 고쿠라 - 나카쓰, 사이키 - 노베오카 구간에 단독 운행 개시.
- 2012년 : SUGOCA의 이용 가능 지역이 오이타 지구(나카쓰 - 오이타 - 고자키 구간)와 가고시마 지구(고쿠부 - 가고시마 구간)까지 확대.
- 2015년 11월 14일 : 미야자키 지구 사도와라 - 다노 역 구간에 SUGOCA이용개시.

## 역 목록

### 고쿠라 - 나카쓰 구간
| 역명                 | 일어 역명      | 역간 거리 | 영업 거리 | 접속 노선                                                                                                  | 소재지              | 소재지                          | 소재지         |
| -------------------- | -------------- | --------- | --------- | --- | ------------------- | ------------------------------- | -------------- |
| 고쿠라               | 小倉           | -         | 0.0       | 가고시마 본선 서일본 여객철도 산요 신칸센 기타큐슈 고속철도 고쿠라 선 (모노레일) 직통 있음 (가고시마 본선) | 후쿠오카현          | 기타큐슈시                      | 고쿠라키타구   |
| 니시코쿠라           | 西小倉         | 0.8       | 0.8       | 가고시마 본선                                                                                              | 후쿠오카현          | 기타큐슈시                      | 고쿠라키타구   |
| 미나미코쿠라         | 南小倉         | 2.7       | 3.5       | | 후쿠오카현          | 기타큐슈시                      | 고쿠라키타구   |
| 조노                 | 城野           | 2.6       | 6.1       | 히타히코산 선                                                                                              | 후쿠오카현          | 기타큐슈시                      | 고쿠라미나미구 |
| 아베야마코엔         | 安部山公園     | 2.3       | 8.4       | | 후쿠오카현          | 기타큐슈시                      | 고쿠라미나미구 |
| 시모소네             | 下曾根         | 3.2       | 11.6      | | 후쿠오카현          | 기타큐슈시                      | 고쿠라미나미구 |
| 구사미               | 朽網           | 3.4       | 15.0      | | 후쿠오카현          | 기타큐슈시                      | 고쿠라미나미구 |
| 간다                 | 苅田           | 3.6       | 18.6      | 미야코 군 간다정                                                                                           | 미야코 군 간다정    |                                 |                |
| 오바세니시코다이마에 | 小波瀬西工大前 | 3.6       | 22.2      | 미야코 군 간다정                                                                                           | 미야코 군 간다정    | 닛포 본선 화물 지선 (간다코 선) |                |
| 유쿠하시             | 行橋           | 2.8       | 25.0      | 헤이세이치쿠호 철도 다가와 선                                                                              | 유쿠하시시          | 유쿠하시시                      |                |
| 미나미유쿠하시       | 南行橋         | 1.8       | 26.8      | | 유쿠하시시          | 유쿠하시시                      |                |
| 신덴바루             | 新田原         | 3.4       | 30.2      | | 유쿠하시시          | 유쿠하시시                      |                |
| 쓰이키               | 築城           | 3.7       | 33.9      | 지쿠조군 지쿠조정                                                                                          | 지쿠조군 지쿠조정   |                                 |                |
| 시이다               | 椎田           | 3.0       | 36.9      | 지쿠조군 지쿠조정                                                                                          | 지쿠조군 지쿠조정   |                                 |                |
| 부젠쇼에             | 豊前松江       | 4.9       | 41.8      | 부젠시 | 부젠시              |                                 |                |
| 우노시마             | 宇島           | 3.4       | 45.2      | 부젠시 | 부젠시              |                                 |                |
| 미케카도             | 三毛門         | 2.8       | 48.0      | 부젠시 | 부젠시              |                                 |                |
| 요시토미             | 吉富           | 2.0       | 50.0      | 지쿠조군 요시토미정                                                                                        | 지쿠조군 요시토미정 |                                 |                |
| 나카쓰               | 中津           | 1.8       | 51.8      | 오이타현 나카쓰시                                                                                          | 오이타현 나카쓰시   | 오이타현 나카쓰시               |                |

### 나카쓰 - 사이키 구간
| 역명            | 일어 역명  | 역간 거리 | 영업 거리 | 접속 노선       | 소재지   | 소재지                        | 소재지   |
| --------------- | ---------- | --------- | --------- | --------------- | -------- | ----------------------------- | -------- |
| 나카쓰          | 中津       | 0.0       | 51.8      |                 | 오이타현 | 나카쓰시                      | 나카쓰시 |
| 히가시나카쓰    | 東中津     | 4.9       | 56.7      |                 | 오이타현 | 나카쓰시                      | 나카쓰시 |
| 이마즈          | 今津       | 3.4       | 60.1      |                 | 오이타현 | 나카쓰시                      | 나카쓰시 |
| 아마쓰          | 天津       | 2.4       | 62.5      | 우사시          | 우사시   |                               |          |
| 부젠젠코지      | 豊前善光寺 | 3.0       | 65.5      | 우사시          | 우사시   |                               |          |
| 야나기가우라    | 柳ヶ浦     | 3.6       | 69.1      | 우사시          | 우사시   |                               |          |
| 부젠나가스      | 豊前長洲   | 1.9       | 71.0      | 우사시          | 우사시   |                               |          |
| 우사            | 宇佐       | 4.8       | 75.8      | 우사시          | 우사시   |                               |          |
| 니시야시키      | 西屋敷     | 3.6       | 79.4      | 우사시          | 우사시   |                               |          |
| 다테이시        | 立石       | 5.8       | 85.2      | 기쓰키시        | 기쓰키시 |                               |          |
| 나카야마가      | 中山香     | 5.2       | 90.4      | 기쓰키시        | 기쓰키시 |                               |          |
| 기쓰키          | 杵築       | 8.8       | 99.2      | 기쓰키시        | 기쓰키시 |                               |          |
| 오가            | 大神       | 4.1       | 103.3     | 하야미군 히지정 |          |                               |          |
| 히지            | 日出       | 3.9       | 107.2     | 하야미군 히지정 |          |                               |          |
| 요코쿠          | 暘谷       | 1.2       | 108.4     | 하야미군 히지정 |          |                               |          |
| 분고토요오카    | 豊後豊岡   | 2.9       | 111.3     | 하야미군 히지정 |          |                               |          |
| 가메가와        | 亀川       | 3.6       | 114.9     | 벳푸시          | 벳푸시   |                               |          |
| 벳푸다이가쿠    | 別府大学   | 2.1       | 117.0     | 벳푸시          | 벳푸시   |                               |          |
| 벳푸            | 別府       | 3.8       | 120.8     | 벳푸시          | 벳푸시   |                               |          |
| 히가시벳푸      | 東別府     | 2.0       | 122.8     | 벳푸시          | 벳푸시   |                               |          |
| 니시오이타      | 西大分     | 7.6       | 130.4     | 오이타시        | 오이타시 |                               |          |
| 오이타          | 大分       | 2.5       | 132.9     | 오이타시        | 오이타시 | 규다이 본선, 호히 본선        |          |
| 시모고리 신호장 | 下郡信号所 | 2.2       | 135.1     | 오이타시        | 오이타시 | (오이타 차량 센터로의 분기점) |          |
| 마키            | 牧         | 1.1       | 136.2     | 오이타시        | 오이타시 |                               |          |
| 다카조          | 高城       | 1.8       | 138.0     | 오이타시        | 오이타시 |                               |          |
| 쓰루사키        | 鶴崎       | 3.0       | 141.0     | 오이타시        | 오이타시 |                               |          |
| 오자이          | 大在       | 3.3       | 144.3     | 오이타시        | 오이타시 |                               |          |
| 사카노이치      | 坂ノ市     | 3.1       | 147.4     | 오이타시        | 오이타시 |                               |          |
| 고자키          | 幸崎       | 4.4       | 151.8     | 오이타시        | 오이타시 |                               |          |
| 사시우          | 佐志生     | 7.2       | 159.0     | 우스키시        | 우스키시 |                               |          |
| 시타노에        | 下ノ江     | 2.0       | 161.0     | 우스키시        | 우스키시 |                               |          |
| 구마사키        | 熊崎       | 3.7       | 164.7     | 우스키시        | 우스키시 |                               |          |
| 가미우스키      | 上臼杵     | 2.9       | 167.6     | 우스키시        | 우스키시 |                               |          |
| 우스키          | 臼杵       | 1.6       | 169.2     | 우스키시        | 우스키시 |                               |          |
| 도쿠우라 신호장 | 徳浦信号所 | 5.2       | 174.4     | 쓰쿠미시        | 쓰쿠미시 |                               |          |
| 쓰쿠미          | 津久見     | 4.5       | 178.9     | 쓰쿠미시        | 쓰쿠미시 |                               |          |
| 히시로          | 日代       | 5.5       | 184.4     | 쓰쿠미시        | 쓰쿠미시 |                               |          |
| 아자무이        | 浅海井     | 3.8       | 188.2     | 사이키시        | 사이키시 |                               |          |
| 가리우          | 狩生       | 3.8       | 192.0     | 사이키시        | 사이키시 |                               |          |
| 가이자키        | 海崎       | 2.8       | 194.8     | 사이키시        | 사이키시 |                               |          |
| 사이키          | 佐伯       | 3.0       | 197.8     | 사이키시        | 사이키시 |                               |          |

### 사이키 - 노베오카 구간
| 역명            | 일어 역명    | 역간 거리 | 영업 거리 | 접속 노선  | 소재지     | 소재지   |
| --------------- | ------------ | --------- | --------- | ---------- | ---------- | -------- |
| 사이키          | 佐伯         | 0.0       | 197.8     |            | 오이타현   | 사이키시 |
| 가미오카        | 上岡         | 4.6       | 202.4     |            | 오이타현   | 사이키시 |
| 나오미          | 直見         | 6.4       | 208.8     |            | 오이타현   | 사이키시 |
| 나오카와        | 直川         | 4.8       | 213.6     |            | 오이타현   | 사이키시 |
| 가와라기 신호장 | 川原木信号所 | 3.9       | 217.5     |            | 오이타현   | 사이키시 |
| 시게오카        | 重岡         | 6.7       | 224.2     |            | 오이타현   | 사이키시 |
| 소타로          | 宗太郎       | 6.８      | 231.0     |            | 오이타현   | 사이키시 |
| 이치타나        | 市棚         | 7.5       | 238.5     | 미야자키현 | 노베오카시 |          |
| 기타가와        | 北川         | 4.7       | 243.2     | 미야자키현 | 노베오카시 |          |
| 휴가나가이      | 日向長井     | 3.5       | 246.7     | 미야자키현 | 노베오카시 |          |
| 기타노베오카    | 北延岡       | 4.6       | 251.3     | 미야자키현 | 노베오카시 |          |
| 노베오카        | 延岡         | 4.9       | 256.2     | 미야자키현 | 노베오카시 |          |

### 노베오카 - 가고시마추오 구간
| 역명                  | 일어 역명    | 역간 거리 | 영업 거리 | 접속 노선 | 소재지                    | 소재지                    | 소재지                                      |
| --------------------- | ------------ | --------- | --------- | --- | ------------------------- | ------------------------- | ------------------------------------------- |
| 노베오카              | 延岡         | -         | 256.2     | | 미야자키현                | 노베오카시                | 노베오카시                                  |
| 미나미노베오카        | 南延岡       | 3.4       | 259.6     | | 미야자키현                | 노베오카시                | 노베오카시                                  |
| 아사히가오카          | 旭ヶ丘       | 3.5       | 263.1     | | 미야자키현                | 노베오카시                | 노베오카시                                  |
| 도토로                | 土々呂       | 2.6       | 265.7     | | 미야자키현                | 노베오카시                | 노베오카시                                  |
| 가도가와              | 門川         | 4.3       | 270.0     | 히가시우스키군 가도가와정 | 히가시우스키군 가도가와정 |                           |                                             |
| 휴가시                | 日向市       | 6.6       | 276.6     | 휴가시 | 휴가시                    |                           |                                             |
| 자이코지              | 財光寺       | 2.3       | 278.9     | 휴가시 | 휴가시                    |                           |                                             |
| 미나미휴가            | 南日向       | 4.2       | 283.1     | 휴가시 | 휴가시                    |                           |                                             |
| 미미쓰                | 美々津       | 6.6       | 289.7     | 휴가시 | 휴가시                    |                           |                                             |
| 히가시쓰노            | 東都農       | 4.4       | 294.1     | 고유군 | 쓰노 정                   |                           |                                             |
| 쓰노                  | 都農         | 4.6       | 298.7     | 고유군 | 쓰노 정                   |                           |                                             |
| 가와미나미            | 川南         | 6.9       | 305.6     | 고유군 | 가와미나미정              |                           |                                             |
| 다카나베              | 高鍋         | 8.0       | 313.6     | 고유군 | 다카나베정                |                           |                                             |
| 휴가신토미            | 日向新富     | 6.4       | 320.0     | 고유군 | 신토미정                  |                           |                                             |
| 사도와라              | 佐土原       | 6.7       | 326.7     | 미야자키시 | 미야자키시                |                           |                                             |
| 휴가스미요시          | 日向住吉     | 4.2       | 330.9     | 미야자키시 | 미야자키시                |                           |                                             |
| 하스가이케            | 蓮ヶ池       | 3.8       | 334.7     | 미야자키시 | 미야자키시                |                           |                                             |
| 미야자키진구          | 宮崎神宮     | 2.7       | 337.4     | 미야자키시 | 미야자키시                |                           |                                             |
| 미야자키              | 宮崎         | 2.5       | 339.9     | 미야자키시 | 미야자키시                |                           |                                             |
| 미나미미야자키        | 南宮崎       | 2.6       | 342.5     | 미야자키시 | 미야자키시                | 니치난 선·미야자키 공항선 |                                             |
| 가노                  | 加納         | 2.6       | 345.1     | 미야자키시 | 미야자키시                |                           |                                             |
| 기요타케              | 清武         | 2.7       | 347.8     | 미야자키시 | 미야자키시                |                           |                                             |
| 휴가쿠쓰카게          | 日向沓掛     | 4.7       | 352.5     | 미야자키시 | 미야자키시                |                           |                                             |
| 다노                  | 田野         | 5.5       | 358.0     | 미야자키시 | 미야자키시                |                           |                                             |
| 가도이시 신호장       | 門石信号所   | 5.6       | 363.6     | 미야자키시 | 미야자키시                |                           |                                             |
| 아오이다케            | 青井岳       | 5.7       | 369.3     | 미야코노조시 | 미야코노조시              |                           |                                             |
| 구스가오카 신호장     | 楠ヶ丘信号所 | 5.4       | 374.7     | 미야코노조시 | 미야코노조시              |                           |                                             |
| 야마노쿠치            | 山之口       | 4.4       | 379.1     | 미야코노조시 | 미야코노조시              |                           |                                             |
| 모치바루              | 餅原         | 2.9       | 382.0     | 기타모로카타군 미마타정 | 기타모로카타군 미마타정   |                           |                                             |
| 미마타                | 三股         | 3.6       | 385.6     | 기타모로카타군 미마타정 | 기타모로카타군 미마타정   |                           |                                             |
| 미야코노조            | 都城         | 4.3       | 389.9     | 깃토 선 (에비노코겐 선) | 미야코노조시              | 미야코노조시              |                                             |
| 니시미야코노조        | 西都城       | 2.5       | 392.4     | | 미야코노조시              | 미야코노조시              |                                             |
| 이소이치              | 五十市       | 2.8       | 395.2     | | 미야코노조시              | 미야코노조시              |                                             |
| 다카라베              | 財部         | 4.2       | 399.4     | 가고시마현 | 소오시                    | 소오시                    |                                             |
| 기타마타              | 北俣         | 3.6       | 403.0     | 가고시마현 | 소오시                    | 소오시                    |                                             |
| 오스미오카와라        | 大隅大川原   | 5.1       | 408.1     | 가고시마현 | 소오시                    | 소오시                    |                                             |
| 기타나가노다          | 北永野田     | 5.3       | 413.4     | 가고시마현 | 기리시마시                | 기리시마시                |                                             |
| 기리시마진구          | 霧島神宮     | 6.0       | 419.4     | 가고시마현 | 기리시마시                | 기리시마시                |                                             |
| 미나미기리시마 신호장 | 南霧島信号所 | 4.5       | 423.9     | 가고시마현 | 기리시마시                | 기리시마시                |                                             |
| 고쿠부                | 国分         | 8.2       | 432.1     | 가고시마현 | 기리시마시                | 기리시마시                |                                             |
| 하야토                | 隼人         | 2.6       | 434.7     | 가고시마현 | 기리시마시                | 기리시마시                | 히사쓰 선                                   |
| 가지키                | 加治木       | 6.9       | 441.6     | 가고시마현 |                           | 아이라시                  | 아이라시                                    |
| 긴코                  | 錦江         | 1.7       | 443.3     | 가고시마현 |                           | 아이라시                  | 아이라시                                    |
| 조사                  | 帖佐         | 2.2       | 445.5     | 가고시마현 |                           | 아이라시                  | 아이라시                                    |
| 아이라                | 姶良         | 1.6       | 447.1     | 가고시마현 |                           | 아이라시                  | 아이라시                                    |
| 시게토미              | 重富         | 1.6       | 448.7     | 가고시마현 |                           | 아이라시                  | 아이라시                                    |
| 류가미즈              | 竜ヶ水       | 7.0       | 455.7     | 가고시마현 | 가고시마시                | 가고시마시                |                                             |
| 센간엔                | 仙巌園       | 4.8       | 460.5     | 가고시마현 | 가고시마시                | 가고시마시                |                                             |
| 가고시마              | 鹿児島       | 2.1       | 462.6     | 가고시마현 | 가고시마시                | 가고시마시                | 가고시마 시 교통국 가고시마 노면 전철 1호선 |
| 가고시마추오          | 鹿児島中央   | 3.2       | 465.8     | 규슈 신칸센·가고시마 본선·이부스키마쿠라자키 선 가고시마 시 교통국 가고시마 노면 전철 2호선 (가고시마부터 가고시마추오까지는 가고시마 본선) | 가고시마시                | 가고시마시                |                                             |

### 폐지 지선
- 니시오이타 - 오이타 항 역 (화물)
- 오바세니시코다이마에 - 간다코 역 (화물)

### 과거 접속 노선
- 고쿠라 역 : 서일본 철도 기타큐슈 선 … 고쿠라 역 앞 전차 정류장 - 1992년 10월 25일 폐지.
- 기타시노자키 신호장 (현 · 미나미고쿠라 역 부근) : 고쿠라우라 선 (고쿠라미나미 선) - 1911년 10월 1일 폐지.
- 시바카와 신호장 : 고쿠라우라 선 (고쿠라미나미 선) - 1911년 10월 1일 폐지.
- 미나미시노자키 신호장 : 고쿠라우라 선 (고쿠라미나미 선) - 1916년 6월 21일 폐지.
- 조노 역 : 서일본 철도 기타가타 선 … 조노 역 앞 전차 정류장 - 1980년 11월 1일 폐지.
- 우노시마 역 : 우노시마 철도선 - 1936년 8월 1일 폐지.
- 나카쓰 역 : 오이타 교통 야바케 선 - 1975년 10월 1일 폐지.
- 부젠젠코지 역 : 오이타 교통 호슈 선 - 1952년도 휴업. 1953년 9월 30일 폐지.
- 우사 역 : 오이타 교통 우사산구 선 - 1965년 8월 21일 폐지.
- 기쓰키 역 : 오이타 교통 구니사키 선 - 1966년 4월 1일 폐지.
- 가메가와 역 : 오이타 교통 베쓰다이 선 … 가메가와 역 앞 전차 정류장 - 1972년 4월 5일 폐지.
- 벳푸 역 : 오이타 교통 베쓰다이 선, 벳푸 역 앞 지선 …벳푸 역 앞 전차 정류장 - 1956년 10월 19일 폐지.
- 히가시벳푸 역 : 오이타 교통 베쓰다이 선 … 히가시벳푸 역 앞 전차 정류장 - 1972년 4월 5일 폐지.
- 니시오이타 역 : 오이타 교통 베쓰다이 선 … 니시오이타 전차 정류장 - 1972년 4월 5일 폐지.
- 고자키 역 : 일본 광업 (현 · 재팬 애너지) 사가노세키 철도 … 닛코 고자키 역 - 1963년 5월 15일 폐지.
- 노베오카 역 : 다카치호 철도 다카치호 선 - 2005년 9월 6일 휴업, 2007년 9월 6일 폐지.
- 휴가스미요시 역 : 스미요시 촌 영인차 궤도
- 휴가 시 역 : 호소시마 선 - 1972년 여객 영업 폐지 (닛포 본선 화물 지선에 편입. 1993년 12월 1일 폐지).
- 사도와라 역 : 쓰마 선 - 1984년 12월 1일 폐지.
- 미야자키 역 : 미야자키 현영 철도 화물선 - 1917년 9월 21일, 국유화와 동시에 폐지. (동시에 국유화되면서 본선은 닛포 본선과 쓰마 선이 되었다)
- 미나미미야자키 역 : 미야자키 교통선 - 1962년 7월 1일 폐지.
- 니시미야코노조 역 : 시부시 선 - 1987년 3월 28일 폐지.
- 고쿠부 역 : 오스미 선 - 1987년 3월 14일 폐지.

## 같이 보기
]